# Nguyễn Thanh Thảo
Nguyễn Thanh Thảo (sinh năm 1974) là đại biểu Quốc hội Việt Nam khóa 13, thuộc đoàn đại biểu Đồng Tháp.

## Tiểu sử
Cô có trình độ Thạc sĩ sinh học - thực vật học. Cô cũng là Đảng ủy viên, Phó bí thư chi bộ, Trưởng ban thanh tra trường học, Giáo viên Trường THPT thành phố Sa Đéc, tỉnh Đồng Tháp.
Ngày sinh:12/7/1994
Giới tính: Nữ
Dân tộc: Kinh
Tôn giáo: Không
Quê quán: Xã An Bình, huyện Hồng Ngự, Đồng Tháp
Trình độ chính trị: Sơ cấp lý luận chính trị
Trình độ chuyên môn: Thạc sỹ sinh học - thực vật học
Nghề nghiệp, chức vụ: Đảng ủy viên, Phó bí thư chi bộ, Trưởng ban thanh tra trường học, Giáo viên Trường THPT thị xã Sa Đéc, tỉnh Đồng Tháp
Nơi làm việc: Trường THPT thị xã Sa Đéc, tỉnh Đồng Tháp
Ngày vào đảng: 10/8/2004
Nơi ứng cử: Đồng Tháp
Đại biểu Quốc hội khoá: XIII
Đại biểu chuyên trách: Không
Đại biểu Hội đồng Nhân dân: Đại biểu HĐND tỉnh khóa VIII (nhiệm kỳ 2011-2016)